# Autostrada A2 (Senegal)
L'autostrada A2 (in francese Autoroute A2), detta anche autostrada Ila Toumba (francese Autoroute Ila Toumba) è una delle autostrade in Senegal. Ha origine dall'autostrada A1, nei pressi del nuovo aeroporto di Dakar-Blaise Diagne, e si sviluppa verso est per un percorso di 124 km attraversando i dipartimenti di Thiès, Diourbel e Mbacké. Termina alla periferia ovest di Touba.

## Storia
L'autostrada è stata costruita grazie ad un prestito cinese di 416 miliardi di franchi CFA.
Il tratto tra l'aeroporto Blaise Diagne e Toumba è stato aperto al traffico il 20 dicembre 2018.
Una volta completata raggiungerà la frontiera mauritana presso Bakel.

## Percorso
| A1-Touba |                                                       |       |      |              |
| Tipo     | Indicazione                                           | ↓km↓  | ↑km↑ | Dipartimento |
|          | Svincolo con la A1 per Dakar e M'bour                 | 0,0   | ..   | Thiès        |
|          | Barriera di Soune                                     | ..    | ..   | Thiès        |
| 1        | Thiès-Sud                                             | 9,6   | ..   | Thiès        |
|          | Barriera di Thiès                                     | ..    | ..   | Thiès        |
| 2        | Thiès-Est                                             | 20,9  | ..   | Thiès        |
| 3        | Khombole - Touba Toul                                 | 43,9  | ..   | Thiès        |
| 4        | Bambey                                                | 68,3  | ..   | Diourbel     |
|          | Area di servizio di Bambey                            | 72,6  | ..   | Diourbel     |
| 5        | Diourbel                                              | 94,7  | ..   | Diourbel     |
|          | Barriera di Touba                                     | ..    | ..   | Mbacké       |
| 6        | Ngabou                                                | 123,0 | ..   | Mbacké       |
| 7        | Touba - Strada Nazionale fine autostrada in esercizio | 124,0 | ..   | Mbacké       |